# Обедняк, Николай Иванович
Николай Иванович Обедняк (1925—2008) — разведчик 11-й гвардейской отдельной моторазведывательной роты (14-я гвардейская ордена Ленина имени Яна Фабрициуса стрелковая дивизия, 57-я армия, Степной фронт), гвардии красноармеец. Герой Советского Союза.

## Биография
Родился 25 сентября 1925 года в селе Суворовка (ныне село Петро-Николаевка Луганской области Украины). Трудился бурильщиком на шахте в посёлке Лотиково. В 1942—1943 годах находился в оккупации.
В Красной Армии с февраля 1943 года. На фронтах Великой Отечественной войны также с февраля 1943 года. Воевал на Юго-Западном, 1-м и 2-м Украинских фронтах. Участвовал в Белгородско-Харьковской и в Полтавско-Кременчугской наступательных операциях.
Отличился в битве за Днепр. В составе штурмовой группы 25 сентября 1943 года переправился на правый берег Днепра в районе села Пушкарёвка. Огнём из ручного пулемёта прикрыл наступавшие десантные подразделения. Участвовал в отражении нескольких немецких контратак.
Подполковник Н. И. Обедняк уволен в запас в июле 1970 года. Жил в Минске. Скончался в Минске 27 февраля 2008 года.

## Награды
За образцовое выполнение боевых заданий командования и проявленные при этом отвагу и геройство указом Президиума Верховного Совета СССР от 20 декабря 1943 года гвардии красноармейцу Обедняку Николаю Ивановичу присвоено звание Героя Советского Союза с вручением ордена Ленина и медали «Золотая Звезда».
15 апреля 1999 года Указом Президента Республики Беларусь был награждён Орденом «За службу Родине» III степени.

## Мемуары
- Обедняк Н. И. Рядовыми через войну. Заяц Н. Р. К Параду Победы / Лит. обраб. Трихманенко В. Ф. — Киев: Политиздат Украины, 1989. — 287 с.: ил.

## Видео
- Воспоминания разведчика Героя Советского Союза